# Velký Újezd
Velký Újezd là một chợ huyện thuộc huyện Olomouc, vùng Olomoucký, Cộng hòa Séc.